# Sitio de Abajo
Sitio de Abajo är en ort i Mexiko.   Den ligger i kommunen Badiraguato och delstaten Sinaloa, i den västra delen av landet, 1 100 km nordväst om huvudstaden Mexico City. Sitio de Abajo ligger 307 meter över havet och antalet invånare är 315.
Terrängen runt Sitio de Abajo är kuperad västerut, men österut är den platt. Runt Sitio de Abajo är det mycket glesbefolkat, med 6 invånare per kvadratkilometer. Närmaste större samhälle är Badiraguato, 13,5 km sydost om Sitio de Abajo. I omgivningarna runt Sitio de Abajo växer huvudsakligen savannskog.